# Proksinvuopio
Proksinvuopio är en sjö i Finland. Den ligger i kommunen Enontekis i landskapet Lappland, i den norra delen av landet, 900 km norr om huvudstaden Helsingfors. Proksinvuopio ligger 416 meter över havet. Arean är 10 hektar och strandlinjen är 2,34 kilometer lång. Sjön  ingår i Kemi älvs huvudavrinningsområde.   Omgivningarna runt Proksinvuopio är i huvudsak ett öppet busklandskap.